# Nhà thờ Phùng Khoang
Nhà thờ Phùng Khoang (tên chính thức là Nhà thờ Đức Mẹ Mân Côi) là một nhà thờ Công giáo La Mã thuộc tổng giáo phận Hà Nội, Việt Nam.
Nhà thờ nằm ở số 161 phố Phùng Khoang, phường Đại Mỗ, Hà Nội, gần đường Nguyễn Trãi, cách bờ hồ Hoàn Kiếm khoảng 10 km, cách tòa tổng Giám mục Hà Nội khoảng 15 km.
Nhà thờ xây dựng năm 1910, cùng theo thiết kế của kiến trúc tân cổ điển Pháp. Nhà thờ có tương quan hài hoà giữa nhà xứ, nhà phòng với cảnh quan xung quanh. Không gian ở đây rất điển hình cho nông thôn thanh bình Việt Nam.
Tại đây có khu mộ của các linh mục, các tu sĩ nam nữ thuộc giáo phận Hà Nội.
Trong các thánh lễ của nhà thờ Phùng Khoang có sự tham dự của rất nhiều sinh viên ở Hà Nội nhất là trong dịp giáng sinh.